# 安德斯·埃尔德布林克
安德斯·埃尔德布林克（瑞典語：Anders Eldebrink，1960年12月11日—），瑞典男子冰球运动员，1976年开始职业生涯。他曾代表瑞典国家队参加1988年冬季奥林匹克运动会冰球比赛，获得一枚铜牌。